# NGC 3262
NGC 3262 ist eine linsenförmige Galaxie vom Hubble-Typ SB0 im Sternbild Vela am Südsternhimmel, die schätzungsweise 117 Millionen Lichtjahre von der Milchstraße entfernt ist. 
Das Objekt wurde am 3. Februar 1835 vom britischen Astronomen John Herschel entdeckt.